# Arviat

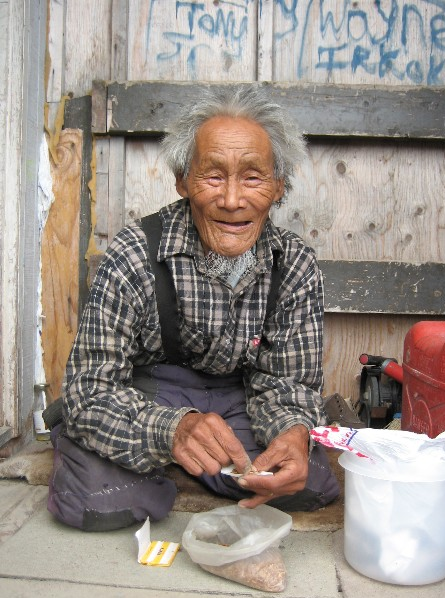
ancià d'Arviat

Arviat abans anomenat Eskimo Point és un assentament del territori de Nunavut al Canadà amb 2.060 habitants (cens de 2006) i 1.785 habitants en la població urbana)Es troba a l'oest de la Badia de Hudson. La població és predominantment inuit.

## Economia
La forma principal de subsistència és la caça i la pesca, hi ha tres botigues amb varietat de productes.

## Clima
Segons la Classificació climàtica de Köppen, Arviat té un clima subàrtic. A la primavera la temperatura cosa de pujar, i el mes de juny és més fred que no pas el setembre i el maig més fred que l'octubre. Amb una mitjana anual de -9,3 °C (15,3 °F), és la tercera població més càlida de Nunavut, i la màxima de 33,9 °C (93,0 °F) registrada el 22 de juliol de 1973 és només superada per la de Kugluktuk. Arviat té una pluviositat anual de 174,4 mm, la quarta més plujosa de Nunavut, però una mitjana de només 112,4 cm de neu, la tercera més escassa.